# Ausguss

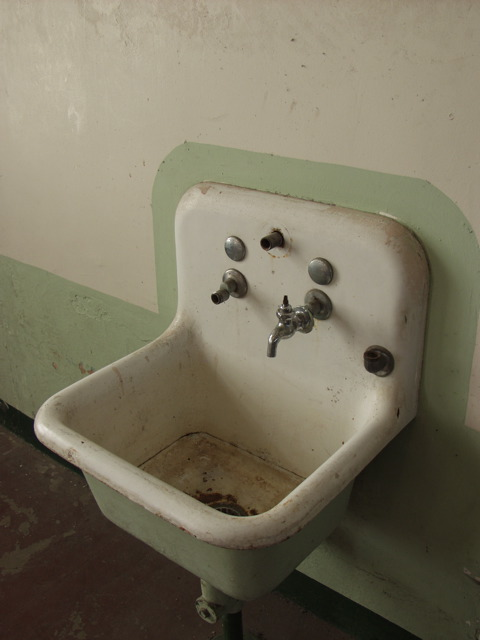
Ein Ausguss im ehemaligen Gefängnis Alcatraz in San Francisco

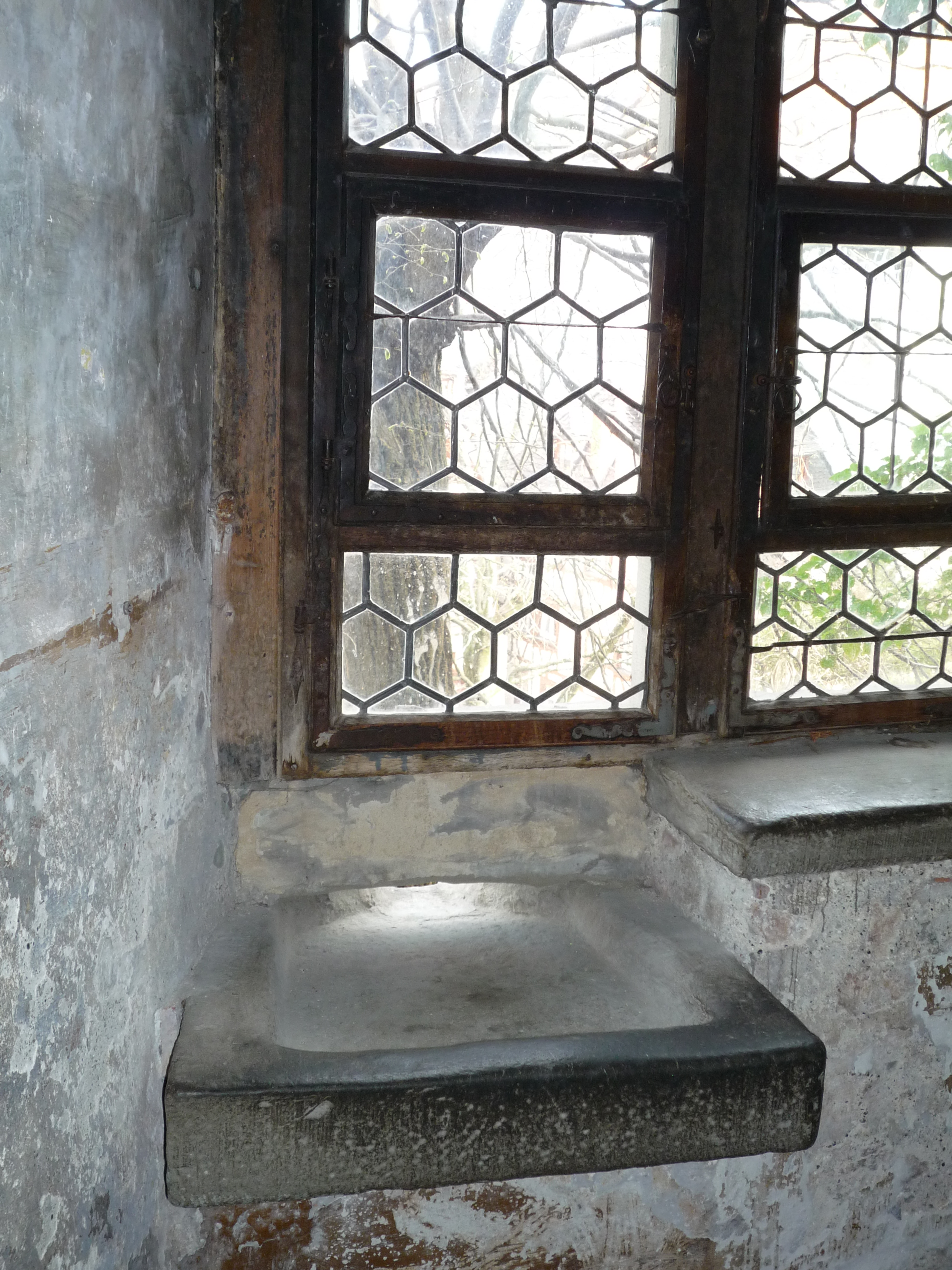
Steinerner Ausguss unter einem Fenster in der Küche der Burg Meersburg

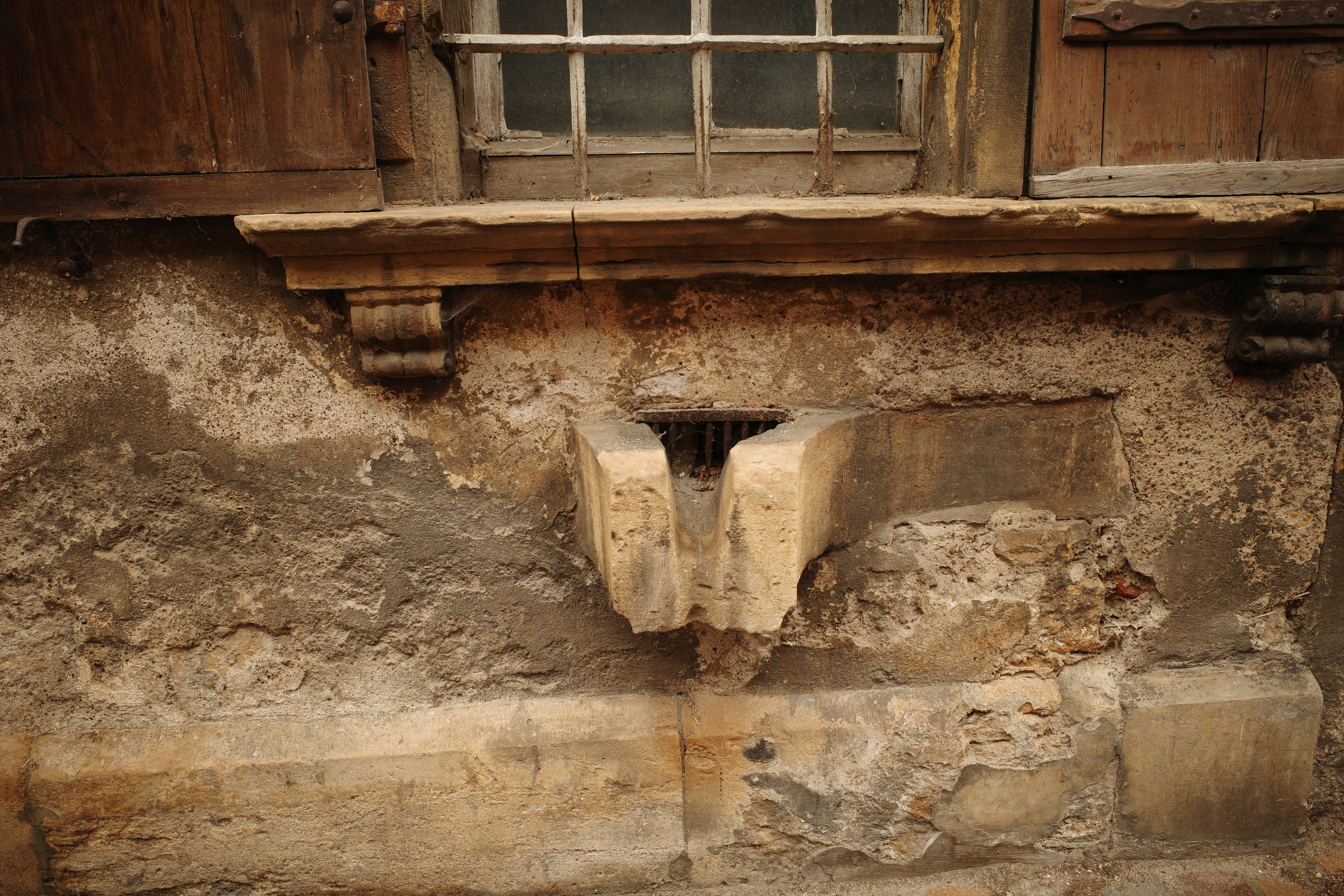
Steinerner Ausguss mit Rattengitter straßenseitig unter einem Küchenfenster in Rouffach/Elsass/F

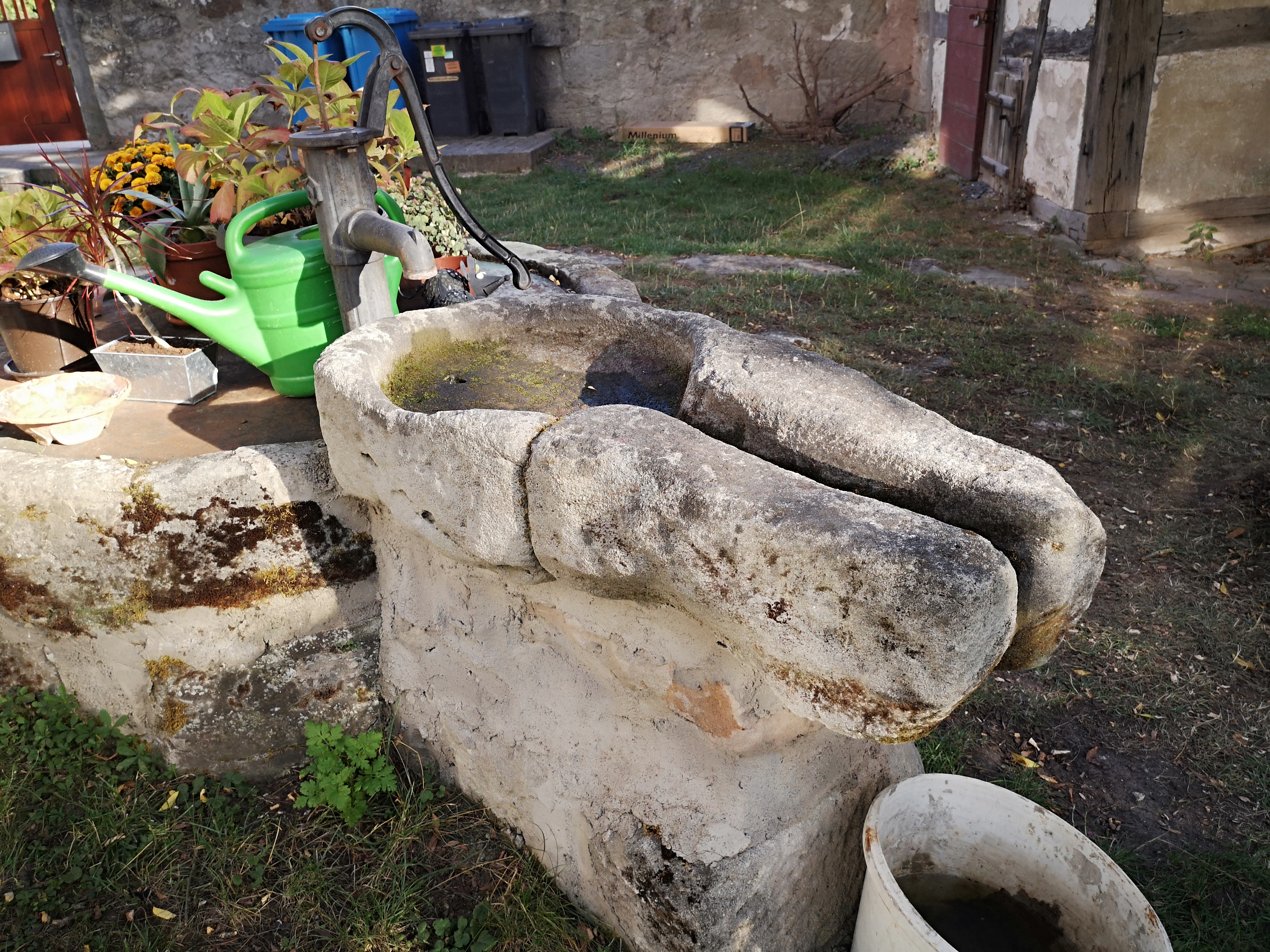
Steinerner Ausguss ausgebaut im Hof des Pfarrhauses in Westhausens/Südthüringen

Ein Ausguss ist eine haustechnische Einrichtung, die zum Auffangen und Ableiten von Flüssigkeiten dient. Die Ausführung in Steinzeug oder Betonwerkstein wird auch Spülstein oder norddeutsch Handstein genannt, in Süddeutschland und in der Schweiz Schüttstein.
Im Allgemeinen handelt es sich dabei um Schmutzwässer aus dem Haushaltsbereich, aber auch um verunreinigte Wässer aus Laborbereichen. Ausgüsse sind in Küchen (Wirtschaftsküchen, Großküchen), Hauswirtschaftsräumen, Putzräumen und Unreinräumen in Krankenhäusern zu finden. In Küchen entstand daraus die Spüle, im Badezimmer das Waschbecken.
Ausgüsse haben heute meist eine rechteckige Form. In den Anfängen moderner Installationen gab es auch Ausgüsse in halbrunder Form, welche oft im Treppenflur angebracht waren. In Wien bezeichnete man diese als Bassena, wobei hier die Funktion als Wasserstelle (da es in den Wohnungen keinen Wasseranschluss gab) hinzukam, weshalb die Becken als Treffpunkt der Bewohner bzw. ihres Hauspersonals und damit als Ort von Klatsch und Tratsch bekannt waren. Solche halbrunden Ausgüsse in historisierenden Formen werden in Baumärkten als Ausgüsse für den Gartenbereich angeboten.
Da in einen Ausguss stark verunreinigte Wässer mit teilweise sehr aggressiven Inhaltsstoffen entleert (ausgegossen) werden, müssen diese aus beständigem Material bestehen. Bevorzugte Materialien sind: Grauguss innen emailliert, Feuerton, Porzellan, Steinzeug, Betonwerkstein, Edelstahl und chemisch beständige Kunststoffe.
Ausgüsse gibt es auch mit unterschiedlich hohen Rückwänden aus den gleichen Materialien. Sie werden eingesetzt, wenn die Wand nicht durch andere bauliche Maßnahmen vor Verschmutzung geschützt ist, wie z. B. durch Fliesen. Diese Rückwand kann fester Bestandteil des Ausgusses sein, oder auch als Zusatzbauteil angeboten sein. Je nach Höhe der Rückwand wird diese auch mit sogenannten Hahnlöchern für den Einbau der Einlaufarmatur angeboten.
Auf den vorderen Ausgussbeckenrand sind insbesondere bei Ausgüssen aus emailliertem Grauguss oder Porzellan Schutzränder aus Holz oder Kunststoff aufgeschraubt, aufgeklebt oder auch nur aufgeklemmt, um ein Verkratzen durch z. B. metallenen Putzeimer zu verhindern.
Auf dem Ausgussbecken befindet sich oft ein aufklappbarer Rost aus Holz, verzinktem Stahl, Edelstahl oder Kunststoff. Auf diesen Rost kann ein Eimer, eine Gießkanne oder ein anderes Behältnis gestellt werden, um mit Wasser befüllt zu werden. Zu diesem Zweck ist die Auslaufarmatur entsprechend hoch anzuordnen.

## Beckenablauf

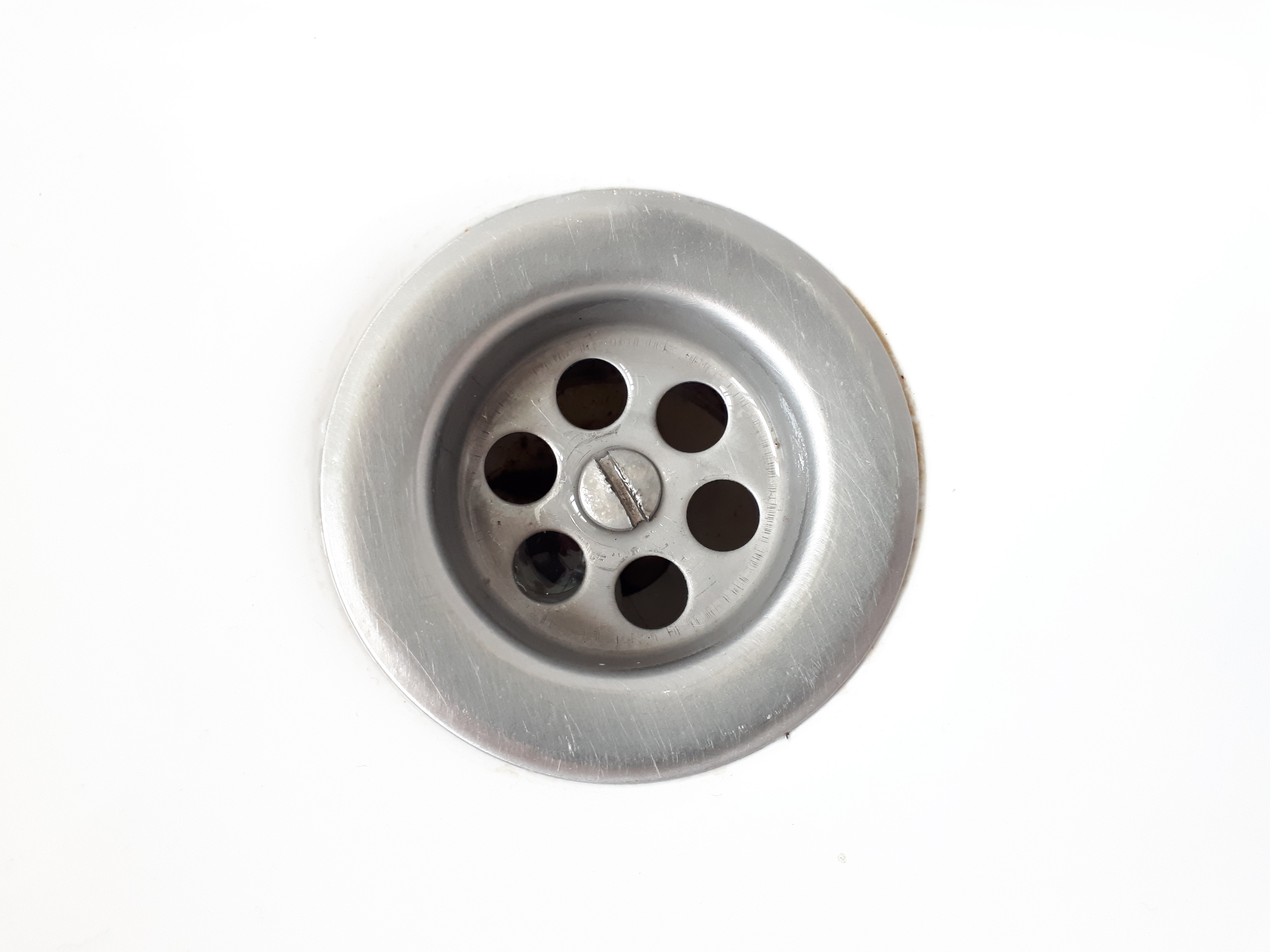
Ausgusslochsieb zum Rückhalten größerer Gegenstände oder Schmutzbrocken, um eine Verstopfung zu vermeiden

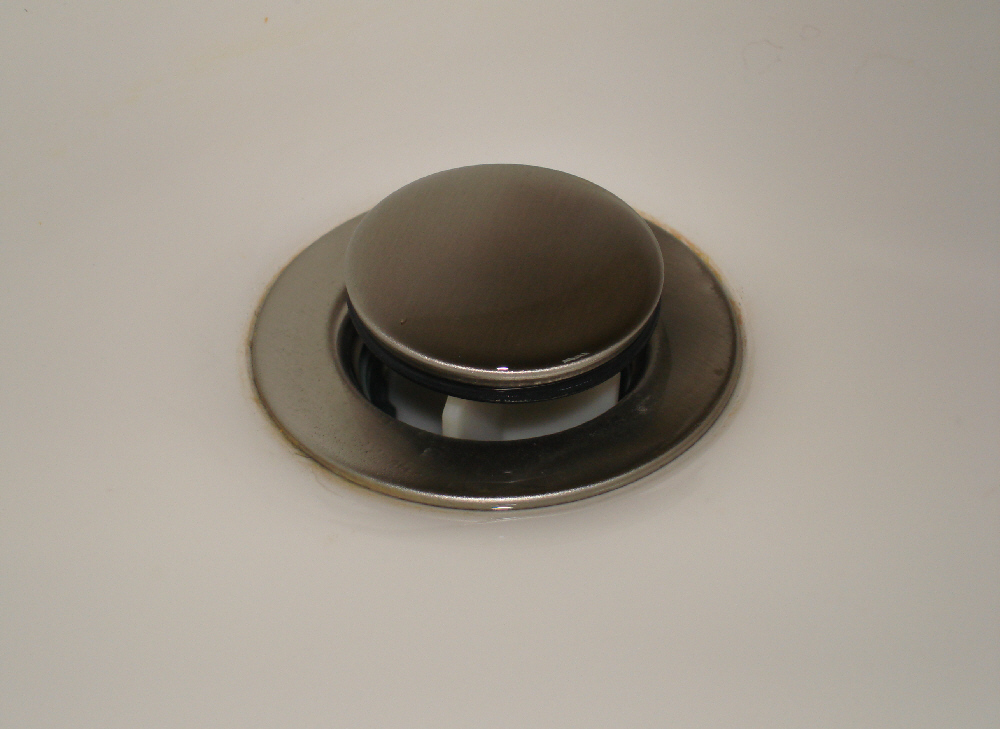
Ein Ausgussverschluss eines Waschbeckens, der mit einer Hebelmechanik bedient wird und den Ausguss verschließt. Dadurch kann das Becken befüllt bzw. Flüssigkeiten zurückgehalten werden.

In der Vergangenheit führten die Abläufe der Ausgüsse meist einfach ins Freie (s. hierzu den steinernen Ausguss zur Straßenseite), im Mittelalter und der Frühen Neuzeit waren daher viele Straßen in den Städten von Schmutzwasser überschwemmt, häufig kam es zu Nachbarschaftsstreitigkeiten wegen Belästigung durch fremdes Abwasser. Erst in der zweiten Hälfte des 19. Jahrhunderts, in ländlichen Gebieten noch später, wurden diese unhygienischen Zustände durch die Einführung der Kanalisation beseitigt.
Im Beckenablauf eines modernen Ausgussbeckens müssen sich ein Rost, ein Sieb oder Kreuzstäbe befinden, um zu verhindern, dass grobe Schmutzteile die Kanalisation verstopfen. Die Durchgangsweiten hierfür sind für Deutschland in DIN 1986 festgelegt.
Ausgüsse können direkt an die Wand angeschraubt sein, teilweise durch die angearbeitete Rückwand, zumeist werden sie jedoch auf an der Wand befestigten Kragarmen aufgelegt und festgeschraubt.
Im Anschluss an den Ablauf wird sich i. d. R. ein Siphon befinden. Weiter sind verschiedene Wasserreinigungseinrichtungen wie beispielsweise Fettabscheider (oder ggf. Gipsabscheider) sinnvoll bzw. auch vorgeschrieben – je nach Einsatzzweck (Küche, Arztpraxis). Der Begriff Ausguss wird im allgemeinen Sprachgebrauch auch für den Waschtisch oder das Waschbecken verwendet.